# Арташес III
Арташес III (*Արտաշես Երրորդ, 13 до н. е. — 35) — цар Великої Вірменії у 18—35 роках.

## Життєпис
Походив з династії Полемонідів. Син Полемона I, царя Понту, Боспору й Піфодориди. Народився 13 року до н. е. в Боспорі. При народженні отримав ім'я Зенон. Втратив батька у 8 до н. е. Його мати вийшла заміж за Архелая, царя Каппадокії. Виховувався у римському дусі. Невдовзі з родиною перебрався до Каппадокії.
Замолоду налагодив дружні стосунки з вірменською знаттю. У 15 році висунув кандидатуру на трон Великої Вірменії. У боротьбі з іншими претендентами 18 року затверджено на троні імператором Тиберієм. Закріпитися на троні допоміг римський проконсул Германік. Змінив ім'я на Арташес III.
Намагався не нав'язувати римські звичаї, шанобливо ставився до вірменських традицій, намагався узгоджувати внутрішню політику з аристократами. Водночас у зовнішній політиці відновив союз із Римською імперією. Помер у 35 році, не маючи спадкоємців. Трон зайняв Аршак I, син Артабана III, царя Парфії.